# Clinotarsus
Clinotarsus – rodzaj płazów bezogonowych z rodziny żabowatych (Ranidae).

## Zasięg występowania
Rodzaj obejmuje gatunki występujące w Ghatach Zachodnich w południowo-zachodnich Indiach do północnego Bangladeszu, prawdopodobnie również do Bhutanu i Nepalu; w półwyspowej Mjanmie i północnej części półwyspowej Tajlandii.

## Systematyka
Rodzaj zdefiniował w 1869 roku angielski biolog St. George Jackson Mivart w artykule poświęconym nowemu rodzajowi płazów bezogonowych, opublikowanym w czasopiśmie Proceedings of the Zoological Society of London. Gatunkiem typowym jest (oznaczenie monotypowe) C. curtipes. Jednak nazwa – Pachybatrachus – którą Mivart nadał nowo opisanemu rodzajowi, okazała się młodszym homonimem innego rodzaju płazów bezogonowych zdefiniowanego w 1868 roku, dlatego Mivart nadał Pachybatrachus nową nazwę – Clinotarsus.

### Etymologia
- Pachybatrachus: gr. παχυς pakhus ‘duży, gruby’[5]; βατραχος batrakhos ‘żaba’[6].
- Clinotarsus: gr. κλινω klinō ‘pochylić, obrócić’[7]; ταρσος tarsos ‘płaszczyzna stopy’[8].
- Nasirana: łac. nasus ‘nos’; rodzaj Rana Linnaeus, 1758[3]. Gatunek typowy (oryginalne oznaczenie): Rana alticola Boulenger, 1882.

### Podział systematyczny
Do rodzaju należą następujące gatunki:
- Clinotarsus alticola (Boulenger, 1882)
- Clinotarsus curtipes (Jerdon, 1853)
- Clinotarsus penelope Grosjean, Bordoloi, Chuaynkern, Chakravarty & Ohler, 2015